# Herbert Haydon Wilson
Herbert Haydon Wilson (født 14. februar 1875, død 11. april 1917) var en britisk polospiller, som deltog i OL 1908 i London.
Wilson havde stor indflydelse på polosporten som medlem af den såkaldte Hurlingham-komité, der styrede sportens virke. Han spillede for den nærliggende Roehampton-klub, og det var for denne klub, han stillede op ved OL 1908.
Poloturneringen var ikke særlig prominent ved OL, hvor der kun deltog tre britiske hold; de fleste polospillere havde mere fokus på turneringerne i flere fashionable europæiske byer som Oostende, Cannes og Paris. De tre hold ved OL var fra henholdsvis Roehampton, Hurlingham og Irland, og der blev blot spillet to kampe. Først vandt Roehampton 4-1 over Hurlingham, og i finalen vandt de 8-1 over Irland og vandt dermed guld. De to øvrige hold delte andenpladsen. Roehamptons hold bestod ud over Wilson af Charles Darley Miller, George Arthur Miller og Patteson Womersley Nickalls.
Wilson var uddannet på Eton College og Oxford University. Han blev kaptajn i hæren og udmærkede sig i Boerkrigen. Han blev senere dræbt ved Ieper i  1. verdenskrig.